# Elmer Symons
Elmer Symons (Ladysmith, Sudáfrica, 14 de febrero de 1977 - Marruecos, 9 de enero de 2007) fue un piloto de motociclismo.
Comenzó las carreras de enduro en 1996 y se mudó a los Estados Unidos en 2003. Había hecho grandes actuaciones en competiciones regionales y ha participado en el Rally Dakar 2005 y 2006 como mecánico de apoyo. Estrelló su moto KTM y murió en el lugar a 142 km en la cuarta etapa en su primer intento de completar el Rally como piloto. El helicóptero de emergencia llegó a los 8 minutos después del accidente, pero no pudo hacer otra cosa que registrar su muerte. Estaba en el puesto 18 de las motocicletas en general, y líder en la clase Maratón después de la etapa anterior. Symons es la fatalidad número 49 del rally.